# Clada waterhousei
Clada waterhousei is een keversoort uit de familie klopkevers (Anobiidae). De wetenschappelijke naam van de soort is voor het eerst geldig gepubliceerd in 1887 door Pascoe.